# Аршил Горки
Аршил Горки (рођен Востаник Маноуг Адојан, Едремит, 15. април 1904 — Шерман, 21. јул 1948) био је јерменско-амерички сликар који је имао значајан утицај на апстрактни експресионизам. Последње године свог живота провео је као држављанин Сједињених Држава. Уз Марка Ротка, Џексона Полока и Вилема де Кунинга, Горки је слављен као један од најмоћнијих америчких сликара 20. века. Патња и губитак који је доживео у геноциду над Јерменима пресудно су утицали на развој Горког као уметника.

## Рани живот
Востаник Адојан је рођен у селу Едремит (данашња Дилкаја), које се налази на обали језера Ван у Отоманском царству (данашња Турска). Његов датум рођења се често наводи као 15. април 1904. године, али година је могла бити 1902. или 1903. Пред крај свог живота био је посебно неодређен у погледу датума рођења, мењајући га из године у годину. Године 1908, његов отац је емигрирао у Сједињене Државе како би избегао регрутацију, остављајући породицу у граду Ван. Настанио се у Провиденсу.
Године 1915. побегао је из језера Ван током геноцида над Јерменима и побегао са својом мајком и три сестре на територију под контролом Русије. После геноцида, његова мајка је умрла од глади у Јеревану 1919. Стигавши у Америку 1920. године, са 16 година, поново се ујединио са оцем, али се никада нису зближили.
У процесу поновног осмишљавања свог идентитета, променио је име у „Аршил Горки“, тврдећи да је грузијски племић  (узимајући грузијско име Аршил/Арчил), па чак и говорећи људима да је рођак руског писца Максима Горког.

## Каријера
Године 1923. Горки се уписао у Школу дизајна на Род Ајленду. Током раних 1920-их био је под утицајем импресионизма, иако је касније током деценије стварао дела која су била више постимпресионистичка. За то време је живео у Њујорку и био је под утицајем Пола Сезана. Године 1925. Едмунд Грејсен из Grand Central Art Galleries замолио га је да предаје на Grand Central School of Art; Горки је прихватио и остао са њима до 1931. Његови значајни ученици су били Ревингтон Артур. 
Године 1927. Горки је упознао Етел Кремер Швабахер и развио доживотно пријатељство. Швабахер је био његов први биограф. Горки је рекао:
Ствар мисли је семе уметника. Снови формирају чекиње уметникове четке. Док око функционише као стражар мозга, ја саопштавам своје најдубље перцепције кроз уметност, свој поглед на свет.
Године 1931. Горки је послао групу радова чија су цена била од 100 до 450 долара у галерију у центру Њујорка. (Име уметника је у записима галерије написано као „Архел Горки“. Већина Горкијевих дела из овог периода била је непотписана.) Тачна природа њиховог односа је непозната. Госпођа Еби Олдрич Рокфелер купила је у галерији сезанску мртву природу Горког под називом Воће. Горког је власнику галерије можда представио Стјуарт Дејвис који је тамо редовно излагао.
Године 1935. Горки је постао један од првих уметника запослених у Федералном уметничком пројекту Управе за радни напредак. Ово је касније укључило уметнике као што су Алис Нил, Ли Краснер, Џексон Полок, Дијего Ривера и Марк Ротко.
Године 1935. Горки је потписао трогодишњи уговор са Guild Art Gallery (37 West Fifty-seventh Street, Њујорк). У сувласништву Ане Валинске и Маргарет Лефранк, али уз финансирање и режију Лефранкове, галерија је организовала прву самосталну изложбу уметника у Њујорку, Апстрактни цртежи Аршила Горког .
Значајне слике из тог времена укључују Пејзаж на начин Сезана (1927) и Пејзаж, Стејтен Ајленд (1927–1928). Крајем 1920-их и 1930-их експериментисао је са кубизмом, да би на крају прешао на надреализам. Слика Уметник и његова мајка (око 1926–1936), је незабораван, дирљив и иновативан портрет. Његова слика Уметник и његова мајка заснована је на фотографији из детињства снимљеној у Вану на којој је приказан како стоји поред своје мајке. Горки је направио две верзије; друга је у Националној галерији уметности у Вашингтону. Слика је упоређена са Енгриом због једноставности линија и глаткоће, са египатском погребном уметношћу за позу, са Сезаном за равну планарну композицију, са Пикасом за форму и боју.
Ноћ, Енигма, Носталгија (1930–1934) су низ сложених дела која карактеришу ову фазу његовог сликарства. Чини се да Портрет мајстора Била на платну приказује Горкијевог пријатеља, Вилема де Кунинга. Де Кунинг је рекао: „Упознао сам много уметника – али онда сам упознао Горког ... Имао је изванредан дар за ударање ексера по глави; изузетан. Тако да сам се одмах везао за њега и постали смо веома добри пријатељи. Било је лепо бити странац који се састаје са њим на неком новом месту.“  Међутим, недавне публикације су у супротности са тврдњом да је слика де Кунинга, већ да је заправо портрет шведског столара Горког званог Мајстор Бил који је радио за њега у замену да му је Горки давао часове уметности.
Када је Горки показао свој нови рад Андреу Бретону 1940-их, након што је видео нове слике, а посебно Јетра је петлићи чешаљ, Бретон је слику прогласио „једном од најважнијих слика направљених у Америци“ и изјавио да је Горки био надреалиста, што је Бретонов највећи комплимент. Слика је приказана на завршној изложби надреалиста у Galérie Maeght у Паризу 1947.
Мајкл Аупинг, кустос у Музеју модерне уметности у Форт Ворту, видео је у делу „напету сексуалну драму“ комбиновану са носталгичним алузијама на јерменску прошлост Горког. Рад из 1944. показује његов настанак 1940-их из утицаја Сезана и Пикаса у сопствени стил, и можда је његово највеће дело. Висок је преко шест стопа и широк осам стопа, што приказује „апстрактни пејзаж испуњен воденим перјаницама полупровидне боје које се спајају око шиљастих облика налик на трн, обојених танким, оштрим црним линијама, као да сугеришу кљунове и канџе“.

## Лични живот
Уметница Корин Мишел Вест била је Горкијева муза и вероватно његова љубавница, иако је одбила да се уда за њега када ју је неколико пута запросио.
Године 1941. Горки је упознао и оженио се Егнес Етел Магрудер (1921–2013), ћерком адмирала Џона Холмса Магрудера млађег (1889–1963). Горки јој је убрзо дао надимак „Мугуш“, јерменски израз нежности. Имали су две ћерке, Маро и Јалду (неколико месеци касније преименоване у Наташу). Маро Горки је постала сликар и удала се за британског вајара и писца Метјуа Спендера, сина песника сер Стивена Спендера.
Од 1946. Горки је претрпео низ криза: изгорела му је штала атељеа (уништавајући његову библиотеку и тридесетак његових слика); подвргнут је колостомији због рака ; Мугуш је имала аферу са Робертом Матом. Године 1948. Горком је сломљен врат и његова сликарска рука привремено парализована у саобраћајној несрећи, а жена га је напустила, повевши са собом њихову децу. Касније се удала за британског писца Зана Филдинга.
Дана 21. јула 1948. године, након што је комшији и једном од својих ученика рекао да ће се убити, Горки је пронађен обешен у својој штали. На оближњем дрвеном сандуку написао је "Збогом мојој љубави". Горки је сахрањен на северном гробљу у Шерману.

## Наслеђе
Допринос Горког америчкој и светској уметности тешко је преценити. Његов рад као лирска апстракција  био је "нови језик. Он је "осветлио пут двема генерацијама америчких уметника". Сликарска спонтаност зрелих дела као што су Јетра је петлићи чешаљ (1944), Једна година млечница (1944) и Веридба II (1947) одмах је префигурирала апстрактни експресионизам, а лидери њујоршке школе су признали значајан утицај Горког. Горки је имао посебан, препознатљив стил и био је познат по свом цртачком умећу. Користио је уврнуте, али елегантне линије да унесе 'биоморфне' форме у своје апстрактне слике заједно са преклапањем боја како би створио сложен пејзаж линија и боја на платну.
Његов опус синтетизује надреализам и сензуалне боје и сликарство Париске школе са својим веома личним формалним речником. Његове слике и цртежи стоје у сваком већем америчком музеју, укључујући Националну галерију уметности, Музеј модерне уметности, Институт за уметност у Чикагу, Метрополитен, Музеј уметности Џордана Шницера у Јуџину и Витни музеј америчке уметности у Њујорку, и у многим градовима широм света, укључујући Тејт у Лондону.
Избор Горкијевих писама превела је и објавила Карлен Мурадијан у Arshile Gorky Adoian and The Many Worlds of Arshile Gorky 1980. године. Метју Спендер (1999) и Нурица Матосијан (2000) су из свог истраживања закључили да су преводи Горкијевих писама његовој млађој сестри Вартуш, које је објавио њен син, Мурадијан, били улепшани и да је нека од ових писама измислио Мурадијан. Најтачнији преводи писама Горког породици и пријатељима објављени су у часопису Goats on the Roof: A Life in Letters and Documents (2009), који је приредио Спендер са преводима оца Крикора Максудијана.
Петнаест Горкијевих слика и цртежа је уништено у паду лета 1 Америцан Аирлинеса 1962. године.
У јуну 2005. године, породица уметника је основала Аршил Горки фондацију, непрофитну корпорацију формирану да унапреди уважавање и разумевање јавности живота и уметничких достигнућа Горког. Фондација ради на каталошком раисонеју целокупног уметниковог дела. У октобру 2009. године, фондација је поново покренула своју веб страницу како би пружила тачне информације о уметнику, укључујући биографију, библиографију, историју изложбе и списак архивских извора.
Без Горког је документарни филм о уметнику, који је снимила Косима Спендер, његова унука.
У октобру 2009. Музеј уметности Филаделфије одржао је велику изложбу Аршила Горког: Аршил Горки: Ретроспектива. Дана 6. јуна 2010. отворена је истоимена изложба у Музеју савремене уметности (МОКА) у Лос Анђелесу. Године 2021. током рутинског одржавања „Границе“, испод ње је откривена скривена слика; обе слике су биле изложене и уврштене у најновији каталог његовог дела.
Године 2015. у Едремиту, граду у близини његовог родног места, подигнут је споменик фонтана у част Горког. Након што су градску управу Народне демократске партије сменили представници владе, водоснабдевање фонтане је прекинуто, славине су поломљене, а натписи са биографијом Горког на четири језика – јерменски, курдски, енглески и турски – уклоњени су са споменика.
Имање Горког заступа Hauser & Wirth од 2016. године. Раније је радио са Гагосијан галеријом.
У октобру 2023. потенцијално дело Горког, које је сам уметник делимично превукао белом бојом за домаћинство, био је тема епизоде у ББЦ-јевом серији о историји уметности Лажна или срећа?